# Tábor 22
Tábor 22 či Koncentrační tábor Hörjong je jeden z pracovních táborů v Severní Koreji. Je koncipován jako celoživotní trestanecká kolonie, z níž se nepropouští (likvidační tábor). Bez soudu jsou zde vězněny politicky nespolehlivé osoby s celými svými rodinami, včetně malých dětí. Jeho oficiální název je Kwan-li-se 22-ho Hörjong (alternativně Hengjong). Nachází se na severovýchodě země v oblasti čínsko-ruského pohraničí, 20 km severozápadně od města Hörjong. Odhaduje se, že v Táboře 22 se nachází přibližně 50 000 zajatců. Stráž vykonává cca 1 000 vojáků s automatickými zbraněmi a hlídacími psy. Většina lidí je uvězněna na základě pravidla o dědičnosti viny, které platí do třetího pokolení. Bydlení je rozdělené do relativně malých skupin. Důvodem takového uspořádání je zamezení rizika vzniku větší vzpoury.
Existenci likvidačních táborů severokorejská vláda oficiálně popírá, avšak žádný mezinárodní inspektor dosud do zmíněné oblasti nebyl vpuštěn, aby existenci tábora vyvrátil. Svědectví o existenci tohoto tábora poskytl severokorejský emigrant Kwon Hjuk, který byl svého času členem velení tábora, v rozhovoru pro reportérku BBC Olenku Frenkielovou.

## Lidská práva
Existují četná svědectví o porušování lidských práv v severokorejských táborech podobných tomuto. Zmiňují se o znásilňování, mučení či zabíjení novorozeňat, protože i na ně se vztahuje pravidlo dědičnosti viny. Existují dokonce svědectví o testování chemických zbraní na vězních, uskutečňujících se ve skleněných plynových komorách speciálně navržených pro pozorování průběhu experimentů.